# Санкино (Махньовський міський округ)
Са́нкино (рос. Санкино) — селище у складі Махньовського міського округу Свердловської області.
Населення — 477 осіб (2010, 689 у 2002).
Національний склад населення станом на 2002 рік: росіяни — 95 %.